# St Pancras pályaudvar

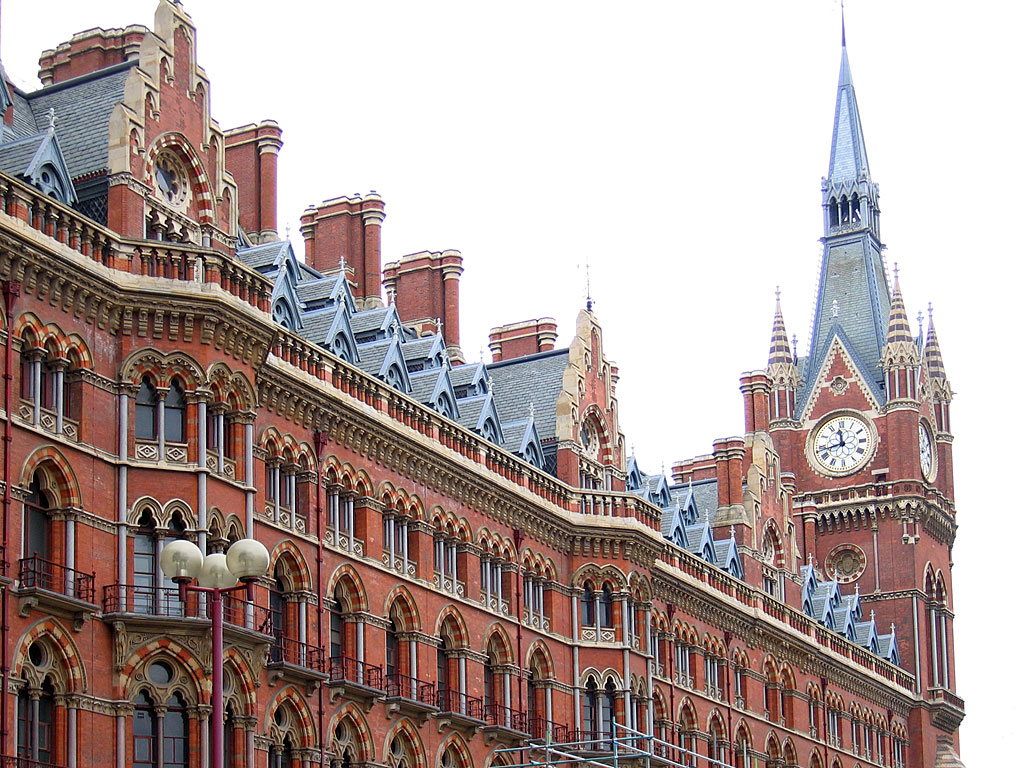
Az állomásépületben található hotel

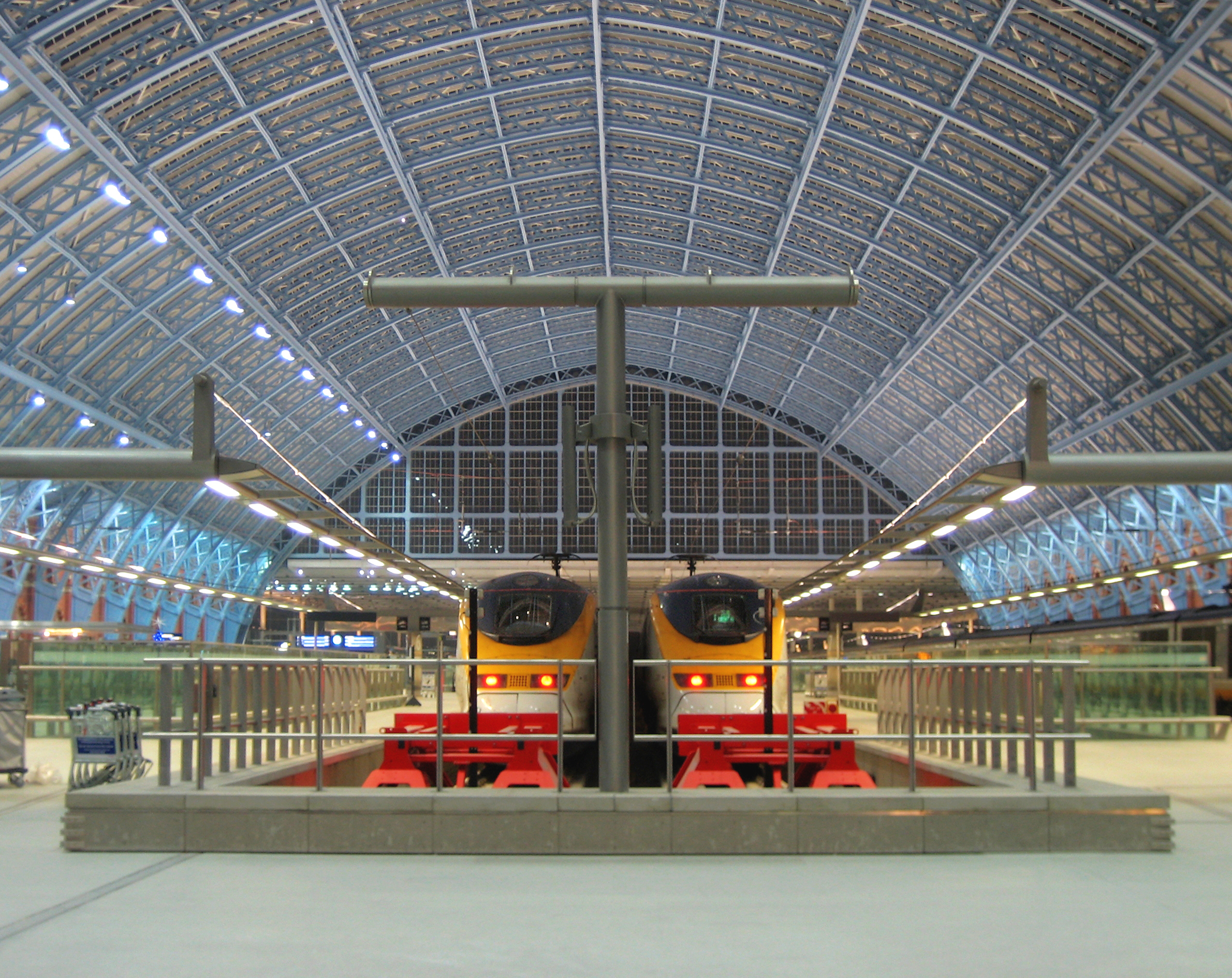
Eurostar vonatok a csarnokban

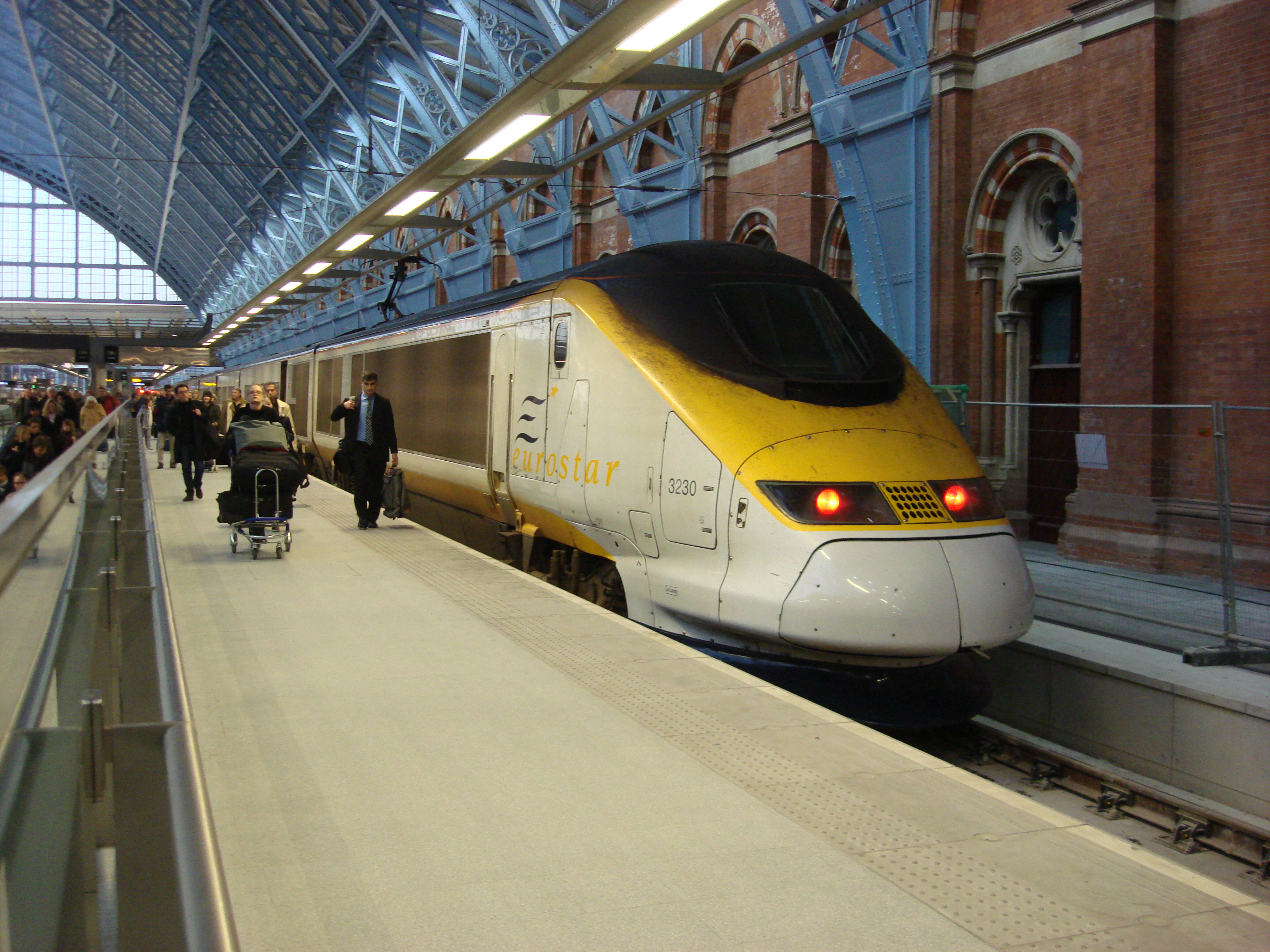
Eurostar

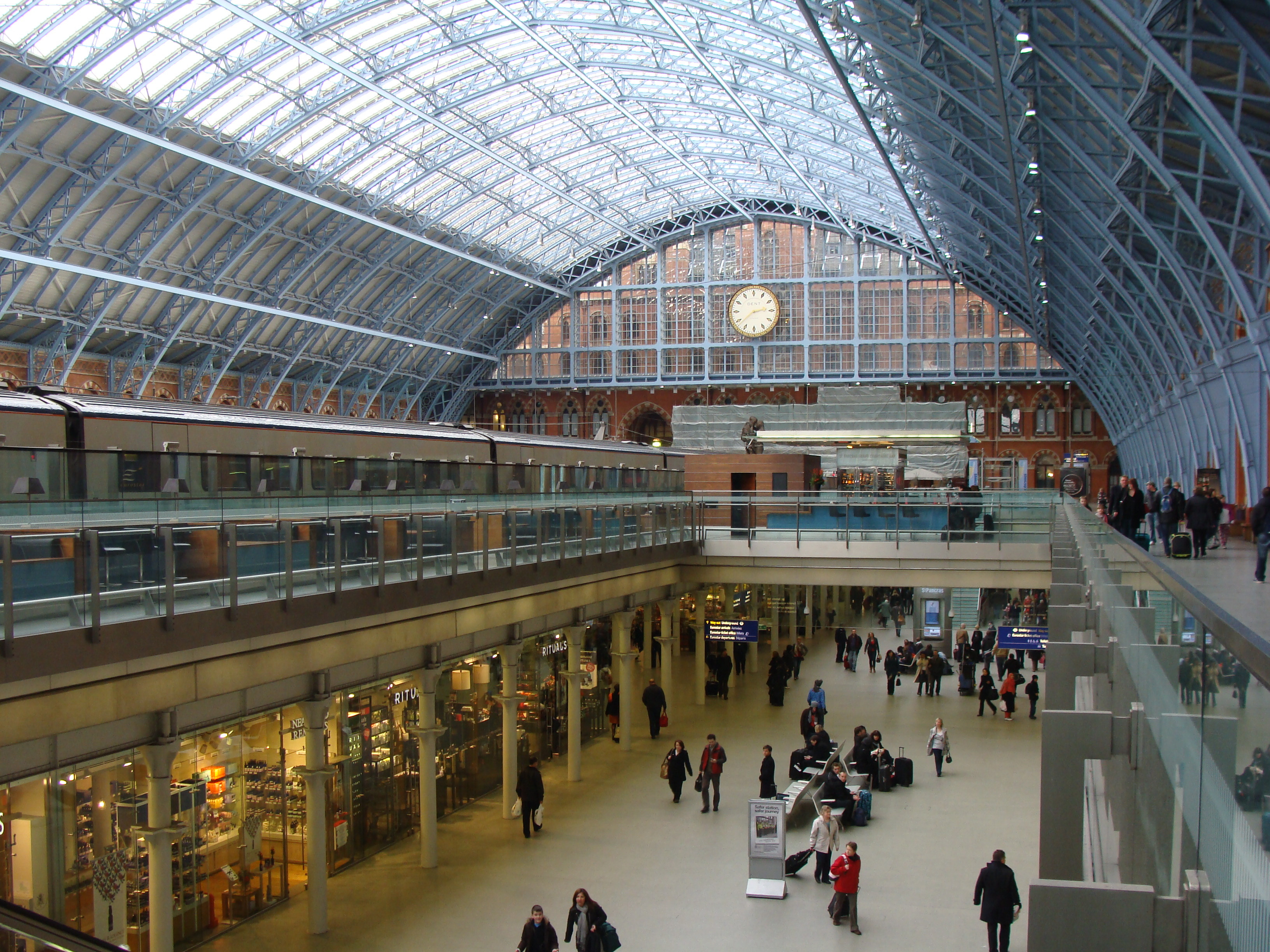
Váróterem

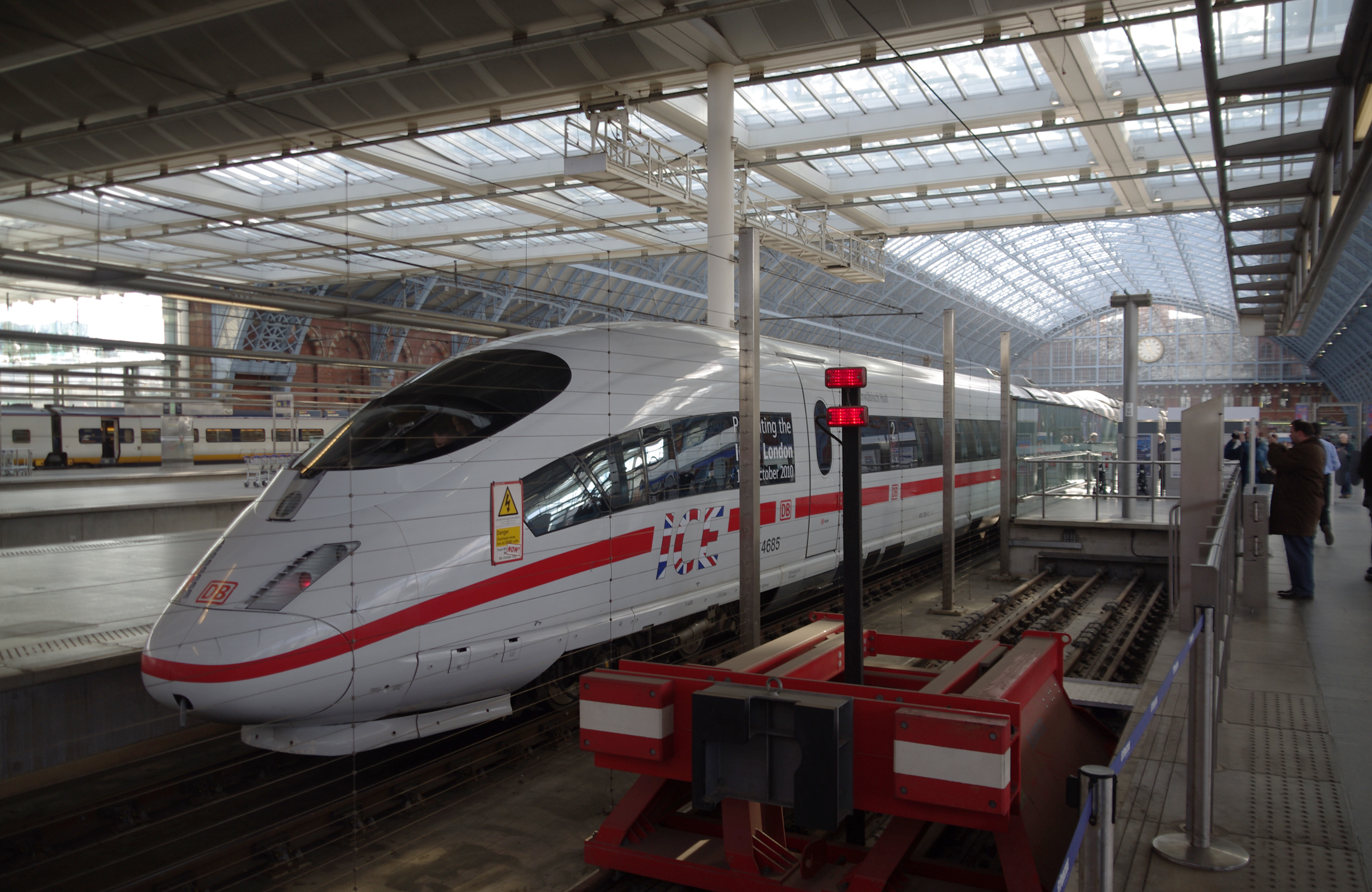
ICE 3 motorvonat az állomáson

A St. Pancras pályaudvar (ismert még mint London St Pancras és 2007 óta mint St Pancras International,) London egyik vasúti fejpályaudvara. Az állomás 1868-ban nyílt meg, megnyitásakor a világ legnagyobb fesztávolságú csarnoka volt.
Teljeskörű felújítása a 2000-es években történt meg, hogy átkerülhessenek ide a London Waterloo pályaudvarról a Párizs és Brüsszel felől a Csatorna-alagúton át érkező nemzetközi vonatok.
A felújítás után Simon Calder író véleménye szerint az állomás a "a világ leggyönyörűbb vasútállomása".
A BBC 2013-ban beválasztotta a világ tíz legszebb vasútállomásai közé.

## Vasútvonalak
Az állomást az alábbi vasútvonalak érintik:
- CTRL
- Midland Main Line
- Thameslink

## Kapcsolódó állomások
A vasútállomáshoz az alábbi állomások vannak a legközelebb:
- Stratford International (Csatorna-alagút, CTRL)
- Farringdon (Thameslink, Brighton railway station)
- Kentish Town (1916. január 1. – , Leeds railway station, Midland Main Line)
- Kentish Town (Thameslink, Bedford railway station)
- Gare de Lille-Europe (Amsterdam Centraal, Paris Gare du Nord, Eurostar)